# رئيس الشرطة

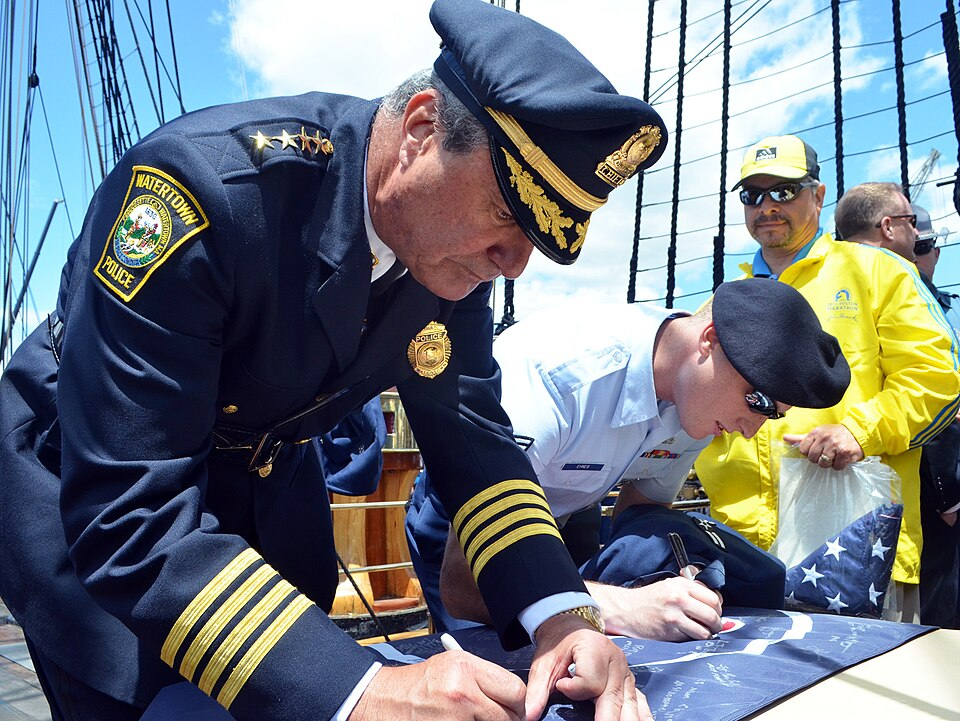
إدوارد ديفو، رئيس قسم شرطة ووترتاون في ولاية ماساتشوستس، يوقّع على علمٍ على متن السفينة الحربية يو إس إس كونستيتيوشن (USS Constitution) عام 2013.

رئيس الشرطة ((بالإنجليزية: Chief of Police)) هو لقب يُمنح لمسؤول مُعيّن أو مُنتخب في سلسلة القيادة في إدارة الشرطة، خاصة في أمريكا الشمالية. قد يُعرف رئيس الشرطة أيضًا باسم قائد الشرطة أو ببساطة الرئيس، بينما تفضل بعض الدول ألقابًا أخرى مثل المفوض أو كبير الكونستابلات. يتم تعيين رئيس الشرطة من قبل حكومة الولاية أو الحكومة المحلية ويكون مسؤولاً أمامها.
عادة ما يكون رؤساء الشرطة ضباط شرطة محلفين، وبالتالي يرتدون زي الشرطة ولديهم سلطة الاعتقال، على الرغم من وجود استثناءات. عملهم في الممارسة العملية إداري في جميع إدارات الشرطة باستثناء الأصغر منها. وقد حظيت المناسبات النادرة التي يقوم فيها رؤساء الشرطة بالاعتقالات بتغطية إعلامية. في عام 2014، طارد برنارد هوجان-هاو مجموعة من المتخلفين عن دفع الأجرة وقام باعتقالهم. كان سائق سيارة أجرة قد طلب مساعدة هوجان-هاو، غير مدرك أنه كان مفوض شرطة لندن. في عام 2017، ألقى رئيس شرطة لوس أنجلوس تشارلي بيك القبض على ضابط شرطة للاشتباه في ارتكابه جريمة جنسية.

## كندا
لقب رئيس الشرطة ((بالفرنسية: directeur)) هو اللقب الأكثر شيوعًا لأعلى رتبة ضابط في خدمة الشرطة الكندية. الاستثناءات هي: شرطة الخيالة الكندية الملكية (مفوض)، شرطة مقاطعة أونتاريو (مفوض)، خدمة شرطة هيئة النقل في كولومبيا البريطانية الساحل الجنوبي (كبير الضباط)، إدارة شرطة فانكوفر (كبير الكونستابلات)، إدارة شرطة ويست فانكوفر (كبير الكونستابلات)، إدارة شرطة نيلسون (كبير الكونستابلات)، مدينة كيبيك (مدير) وشرطة كيبيك (مدير عام).
في مقاطعة أونتاريو، يجب أن يكون رئيس الشرطة ضابط شرطة محلفًا، وبالتالي يجب أن يكون قد أكمل التدريب في كلية شرطة أونتاريو (OPC) أو خدم فترة اختبار مع قوة شرطة أخرى معترف بها (مثل أكاديمية شرطة الخيالة الكندية الملكية المعروفة باسم "ديبو"). هذا الشرط منصوص عليه في قانون خدمات الشرطة في أونتاريو. ينص التشريع في القسم الثاني على أن رئيس الشرطة هو ضابط شرطة. يحدد القسم 44.2 من قانون خدمات الشرطة متطلبات التدريب. كانت هناك حالة في إدارة شرطة غويلف، أونتاريو، حيث تمت ترقية مدير موارد بشرية إلى منصب نائب الرئيس ولكن طُلب منه إكمال التدريب في كلية شرطة أونتاريو. يتم اختيار المرشح من قبل مجلس خدمات الشرطة.

### نائب الرئيس
لقب نائب رئيس الشرطة، أو الأكثر شيوعًا نائب الرئيس، يحتل المرتبة 9 مباشرة تحت الرئيس. يتم تسمية الضباط كنائب رئيس، نائب كبير الكونستابل (في كولومبيا البريطانية) ونائب المفوض أو المدير المساعد (في كيبيك). يعملون كقائد ثانٍ داخل خدمة الشرطة وقد يُكلفون بمسؤوليات محددة.

## الواجبات والمسؤوليات
تتجاوز واجبات ومسؤوليات رئيس الشرطة مجرد الإشراف الإداري. فهو القائد التنفيذي الأعلى لإدارة الشرطة، ويتحمل المسؤولية النهائية عن جميع جوانب عملياتها. تشمل هذه المسؤوليات وضع السياسات والإجراءات، وتحديد الأهداف الاستراتيجية للإدارة، وإدارة الميزانية والموارد البشرية. كما يلعب رئيس الشرطة دورًا حاسمًا في الحفاظ على العلاقات العامة الإيجابية بين الشرطة والمجتمع الذي تخدمه، وغالبًا ما يكون المتحدث الرسمي باسم الإدارة في القضايا الهامة.
من المهام الأساسية الأخرى لرئيس الشرطة ضمان تطبيق القانون بفعالية ونزاهة. يتضمن ذلك الإشراف على التحقيقات الجنائية، وتوجيه جهود مكافحة الجريمة، وضمان التزام الضباط بالمعايير المهنية والأخلاقية. كما يُتوقع من رئيس الشرطة أن يكون على دراية بالتحديات الأمنية المتغيرة، وأن يطور استراتيجيات مبتكرة لمواجهة الجرائم الجديدة والتهديدات الناشئة. في بعض الحالات، قد يشارك رئيس الشرطة بشكل مباشر في عمليات ميدانية كبرى، خاصة في الأزمات أو الأحداث الهامة التي تتطلب قيادته المباشرة.
بالإضافة إلى ذلك، يُعد رئيس الشرطة مسؤولاً عن تطوير وتدريب القوة العاملة في الإدارة. يشمل ذلك برامج التدريب المستمر، وتطوير المهارات القيادية للضباط، وتعزيز ثقافة المساءلة والشفافية داخل المنظمة. كما يتعاون رئيس الشرطة مع الوكالات الحكومية الأخرى، والمنظمات المجتمعية، والجهات الفاعلة في العدالة الجنائية لضمان نهج شامل للأمن العام. يتطلب هذا الدور مزيجًا فريدًا من الخبرة التشغيلية، والمهارات الإدارية، والقدرة على القيادة في بيئات معقدة ومتغيرة باستمرار.

## التاريخ والتطور
تطورت وظيفة رئيس الشرطة عبر التاريخ بتطور مفهوم إنفاذ القانون نفسه. في العصور القديمة، كانت مهام حفظ النظام غالبًا ما تُسند إلى القادة العسكريين أو الزعماء المحليين. مع نشأة الدول الحديثة وتوسع المدن، برزت الحاجة إلى قوات شرطة منظمة ومحترفة. في البداية، كانت هذه القوات غالبًا ما تكون تحت سيطرة الحكومات المحلية أو البلديات، وكان رئيس الشرطة يُعين عادةً من قبل السلطات المدنية المحلية.
في القرن التاسع عشر، شهدت العديد من الدول الغربية إصلاحات كبرى في أنظمة الشرطة، مما أدى إلى تأسيس إدارات شرطة مركزية وأكثر احترافية. في هذه الفترة، بدأ دور رئيس الشرطة يتخذ شكلاً أكثر تحديدًا، حيث أصبح مسؤولاً عن إدارة القوة، وتطبيق القوانين، والحفاظ على النظام العام. كانت التحديات في تلك الفترة تشمل مكافحة الجريمة المنظمة، والتعامل مع الاضطرابات الاجتماعية، وتطوير أساليب التحقيق الحديثة.
في القرن العشرين، ومع تزايد تعقيد المجتمعات وتنوع الجرائم، أصبح دور رئيس الشرطة أكثر تخصصًا وتطلبًا. أصبحت هناك حاجة إلى قادة شرطة يتمتعون بخبرة واسعة في مجالات مثل علم الجريمة، والإدارة، والعلاقات العامة. كما شهدت هذه الفترة تزايدًا في التعاون الدولي بين أجهزة الشرطة، مما أضاف بعدًا جديدًا لمسؤوليات رئيس الشرطة، الذي قد يشارك في تنسيق الجهود مع نظرائه في دول أخرى لمكافحة الجرائم العابرة للحدود.يستمر هذا الدور في التطور مع ظهور تحديات جديدة مثل الجرائم الإلكترونية والإرهاب، مما يتطلب من رؤساء الشرطة التكيف المستمر وتطوير استراتيجيات جديدة للحفاظ على الأمن والسلامة العامة.